# Peter & Gordon (album uit 1966)
Peter & Gordon is het vierde studioalbum van de Britten Peter & Gordon. Peter Asher en Gordon Waller namen net als bij hun vorige album een aantal popklassiekers op.

## Muziek
| Nr. | Titel                                                              | Duur |
| --- | ------------------------------------------------------------------ | ---- |
| 1.  | Let it be me (Gilbert Becaud, Pierre Delanoë, Manny Curtis)        | 3:44 |
| 2.  | I know a man (Galt McDermot/Max Finch)                             | 2:55 |
| 3.  | Colour blue (Jackie De Shannon)                                    | 2:33 |
| 4.  | A young girl (of 16) (Oscar Brown, Charles Aznavour)               | 3:08 |
| 5.  | Black, brown and gold (Michael Lease, Phil Stevens)                | 2:36 |
| 6.  | Stranger with a black dove (Peter & Gordon)                        | 2:37 |
| 7.  | Woman (Webb)                                                       | 2:28 |
| 8.  | There's no living without your loving (Paul Kaufman, Jerry Harris) | 3:02 |
| 9.  | Morning’s calling (Peter & Gordon)                                 | 2:55 |
| 10. | Wrong from the start (Peter & Gordon)                              | 3:02 |
| 11. | Start trying someone else (Peter & Gordon)                         | 3:33 |
| 12. | A boy with nothing (Jackie De Shannon)                             | 3:30 |
| 13. | Baby, I’m yours (Van McCoy)                                        | 2:48 |
| 14. | Homeward bound (Paul Simon)                                        | 2:22 |